# Осока Галлера
Осока Галлера (Carex halleriana Asso) — вид рослин родини осокові (Cyperáceae).

## Опис
Чубата багаторічна рослина, 12-30 см заввишки. Стебло — різко тупо трикутне, гладке або шорстке по краях, горбкувате. Листки близько 2 мм завширшки, плоскі й жорсткі. Період цвітіння триває з березня по червень.

## Поширення
Південно-Західна Африка, Південна і Центральна Європа, Україна (Крим), Туреччина, Кавказ.

## Екологія
Росте в заростях, світлих лісах і на скелястих схилах. Рослині необхідний дрібний ґрунт, скелястий, сухий, вапняний і базовий багатих ґрунт, в теплих регіонах.

## Галерея

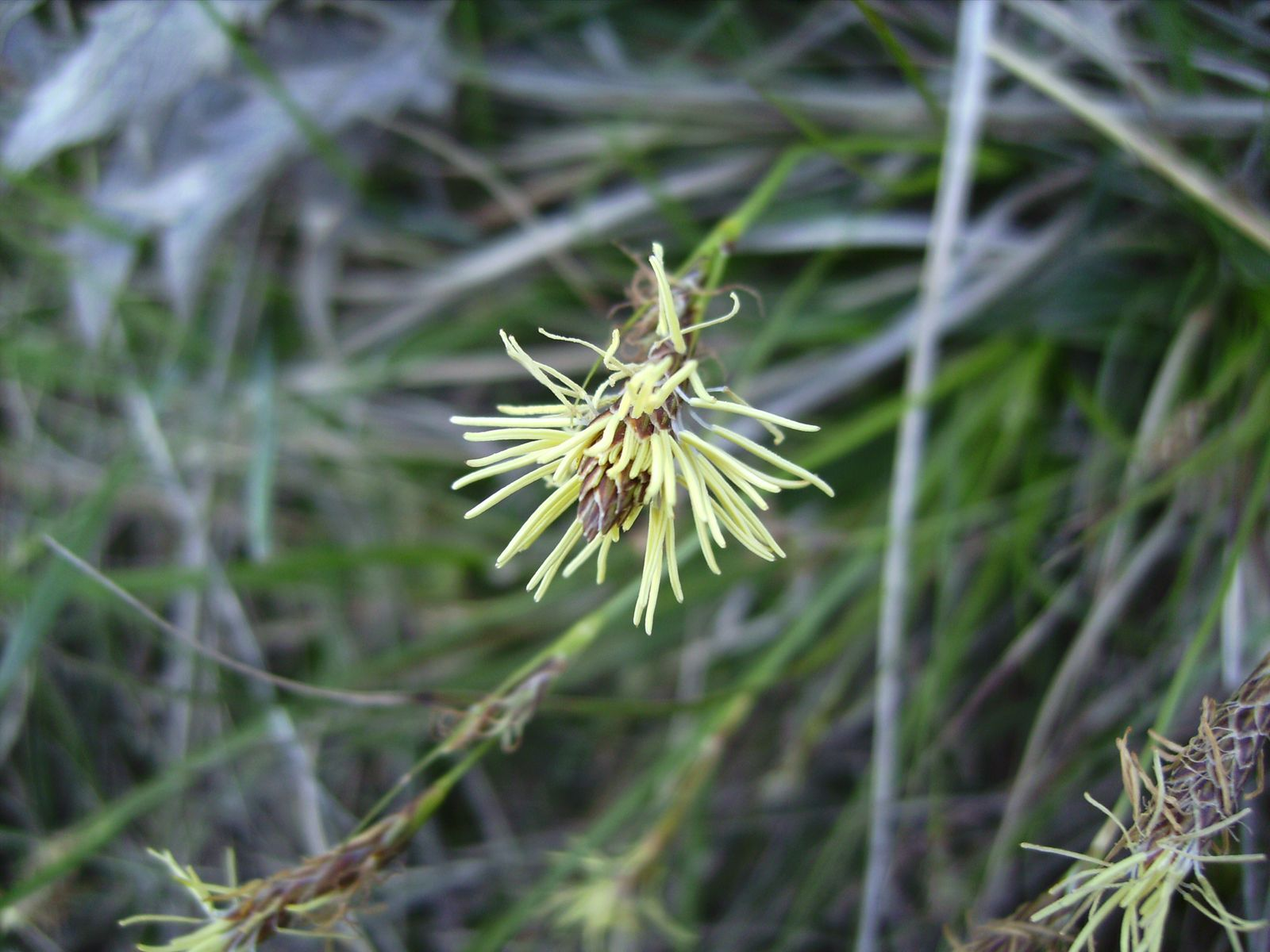
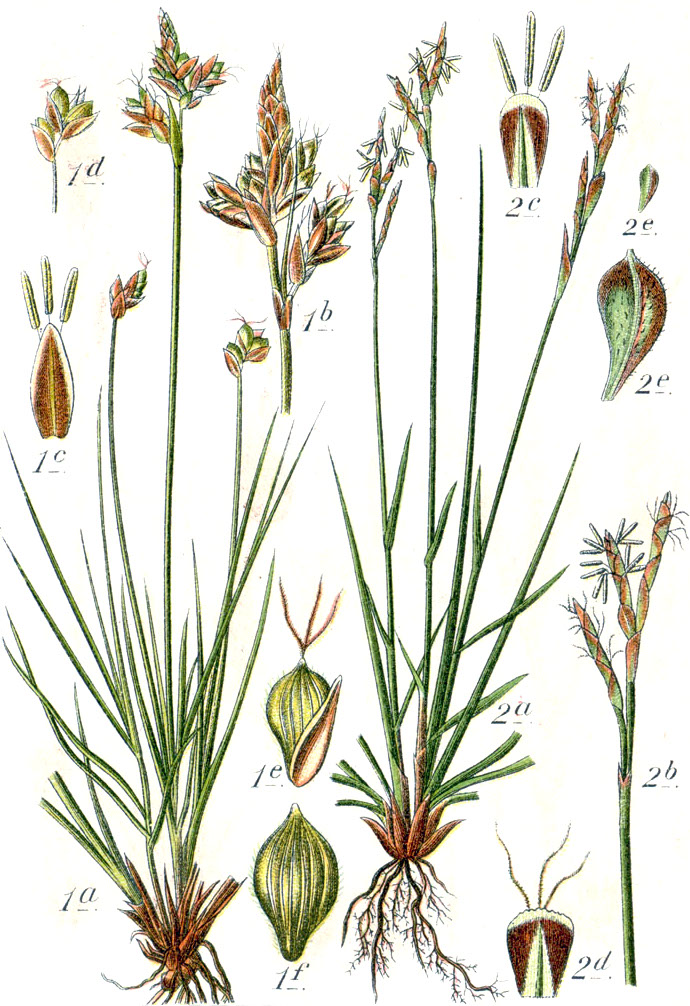